# Complejo Valle Fértil
El Complejo Valle Fértil es un complejo ígneo-metamórfico de edad cámbrico-ordovícico, aflorante en las provincias de San Juan y La Rioja, Argentina. Su génesis corresponde al antiguo Arco Famatiniano y su posterior colisión con el margen Oeste de Gondwanna.
El Complejo Valle Fértil presenta una amplia extensión areal de aproximadamente 6250 km² a lo largo del lineamiento homónimo. Conforma el basamento de las provincias geológicas de Precordillera, la porción Norte de Sierras Pampeanas y la porción Oeste de la Llanura Chaco-Pampeana.
Las rocas metamórficas que conforman al complejo son de alto grado; hallándose anfibolitas y paragneises. La porción ígnea corresponde principalmente a gabros, gabronoritas y otras rocas de origen ultrabásico.

## Litología

### Rocas Metamórficas

#### Gneiss
Son rocas de color gris verdoso oscuro y grano fino a medio, con una foliación dada por la alternancia de bandas melanocráticas y bandas leucocráticas.
Las bandas melanocráticas poseen entre 0,2 a 1 cm de espesor y textura lepidoblástica. Son ricas en biotita, además de cuarzo, plagioclasa, porfiroblastos de granate y cordierita. Pueden presentar muscovita o feldespato alcalino, cuyos cristales varían entre 2 y 3 milímetros. Las bandas leucocráticas, cuyo espesor es variable entre 1 y 10 cm, tienen textura granoblástica y están compuestas por cuarzo, plagioclasa, sillimanita y feldespato potásico, con escasos filosilicatos y granates. Como minerales accesorios se presentan circón, apatita y opacos.

##### Ambiente de formación
Los diferentes bandeamientos presentes en las rocas y sus distintas relaciones responden a diferentes etapas de metamorfismo y migmatización. Las rocas se generaron a partir de depósitos Cámbricos de areniscas, varves y pelitas correspondientes a una cuenca de antearco de Gondwanna, que luego fueron metamorfizados y migmatizados durante la instauración del Arco Famatiniano durante el Ordovícico. Posterior a este evento comienza una segunda etapa metamórfica de deformación continua, debido a la adquisición de reología de carácter dúctil de las rocas. El tercer y último evento metamórfico corresponde a otro evento de deformación continua, asociada a un evento tectónico de condiciones dúctiles-frágiles vinculado a las etapas de cierre y exhumación del Arco Famatiniano como consecuencia de la colisión del terreno compuesto de Cuyania y el margen occidental de Gondwana.

#### Anfibolitas
Las anfibolitas, generalmente asociadas a los esquistos y gneises biotítico-granatíferos, constituyen cuerpos de dimensiones variables desde pocos centímetros a decenas de metros, con formas tabulares o de boudins, dispuestos paralelamente a la foliación gnéisica. En la mayoría de los casos son de grano fino a medio, con orientación preferencial de los prismas de anfíbol y a veces con desarrollo de una foliación milimétrica. Se presentan variedades con hornblenda y epidoto, hornblenda y biotita y hornblenda y granate. Las texturas fluctúan entre granoblásticas a nematoblásticas, algunas con deformación cataclástica sobreimpuesta.

##### Ambiente de formación
Las escasas anfibolitas halladas en el Complejo Valle Fértil se asocian a las facies de mayor metamorfismo, y corresponden a períodos de post-migmatización (Tibaldi et al, 2012). Su génesis está asociada a un evento tectónico de condiciones dúctiles-frágiles, vinculado a  las etapas de cierre y exhumación del arco Famatiniano como consecuencia de la colisión del terreno compuesto de Cuyania y el margen occidental de Gondwana. Este evento no sólo exhumó afloramientos de anfibolitas in situ, sino que, adicionalmente, a veces se encuentran xenolitos de anfibolitas presentes en intrusivos magmáticos, por lo que estas rocas también se vieron afectadas durante el magmatismo producto de la colisión.

### Rocas Ígneas
Los cuerpos de rocas máficas-ultramáficas por lo general se presentan en reducidas dimensiones. Composicionalmente varían entre gabros, gabronoritas, noritas piroxénicas, troctolitas y websteritas. Son rocas de tonalidades oscuras y presentan texturas granosas de granulometría variable, generalmente fina.

#### Ambiente
Durante el ordovícico, el arco de Famatina actuó como una zona de subducción, donde flujos máficos derivados de fusión del manto, se acumularon como un MASH en la base de la corteza, eventualmente penetrándola. Estos fundidos ascendentes comenzaron a cristalizar de forma fraccionada a medida que somerizaban, formando por gravitación ortocumulatos olivínicos capaces de segregar el magma en nuevas fases diferenciadas. Este fundido difereciado, más rico en sílice, fue posteriormente expelido, en algunos casos hasta incorporando material en su ascenso, cristalizando en cuerpos menores más diferenciados que la caja ultrabásica, y explicando así las diferentes rocas máficas presentes en el complejo.